# الغطس في الألعاب الأولمبية الصيفية 2024 – منصة قفز 3 متر متزامن للسيدات
أقيمت منافسات الغطس المتزامن من ارتفاع 3 أمتار للسيدات في دورة الألعاب الأولمبية الصيفية 2024 في باريس في 27 يوليو 2024 في مركز باريس للرياضات المائية، وكان هذا الظهور السابع للحدث، الذي أقيم في كل دورة ألعاب أولمبية منذ دورة الألعاب الأولمبية الصيفية 2000. فازت الصينيتان تشين يي وين وتشانغ ياني بمسابقة القفز المتزامن من ارتفاع ثلاثة أمتار للسيدات في دورة الألعاب الأولمبية الصيفية 2024، يمثل هذا الفوز أول ميدالية ذهبية لفريق الصيني في الغطس وثاني ميدالية ذهبية للصين في أولمبياد باريس، وهذه هي الميدالية الذهبية الأولمبية السادسة على التوالي للصين في هذا الحدث منذ دورة أثينا 2004، لم تخسر تشين وتشانغ، اللتان تتنافسان في الألعاب الأولمبية لأول مرة، أي بطولة عالمية للغطس منذ عام 2022.
تمكن تشين وتشانغ، اللذان تعاونا للفوز بهذا الحدث في بطولات العالم الثلاث الماضية، من توسيع الفارق في النقاط مع زملائهما المتنافسين تدريجيا بعد كل غطسة، وحصلا على اللقب برصيد 337.68 نقطة. وحصلت الأمريكيتان سارة بيكون وكاسيدي كوك على المركز الثاني بحصولهما على 314.64 نقطة، تلتهما البريطانيتان ياسمين هاربر وسكارليت ميو جينسين بحصولهما على 302.28 نقطة.

## التأهيل
حصلت الفرق الثلاثة الأولى في بطولة العالم للألعاب المائية 2023 على مكان في حصة اللجنة الأولمبية الوطنية الخاصة بهم. تم ضمان حصول فرنسا، باعتبارها البلد المضيف، على مكان في الحصص. الفرق الأربعة التالية في بطولة العالم للألعاب المائية 2024 حصلت أيضًا على مكان للحصة.

## شكل المسابقة
تقام المنافسة في جولة واحدة يؤدي فيها كل زوج خمس غطسات. كل غطسة من مجموعة مختلفة (إلى الأمام، إلى الخلف، إلى الخلف، إلى الداخل، والالتواء). يتم إعطاء الغطستين الأوليين درجة صعوبة ثابتة تبلغ 2.0، بغض النظر عن الغطسة التي تم إجراؤها. تم تعيين درجة صعوبة للغطسات الثلاث الأخرى بناءً على الشقلبة، والموضع، والالتواءات، والاقتراب، والدخول. لم يكن هناك حد لدرجة صعوبة الغطسات؛ كانت أصعب الغطسات المحسوبة في كتاب قواعد الاتحاد الدولي للسباحة (الشقلبة العكسية 4 1⁄2 في وضع الرمح والشقلبة الخلفية 4 1⁄2 في وضع الرمح) 4.7، ولكن يمكن للمتنافسين محاولة غطسات أكثر صعوبة. يتم تسجيل النقاط من قبل لجنة مكونة من أحد عشر قاضيًا، حيث يقوم خمسة قضاة بتقييم التزامن وثلاثة قضاة بتقييم أداء كل غواص على حدة. لكل غطسة، أعطى كل قاضي درجة بين 0 و10 بزيادات قدرها 0.5 نقطة. تم تجاهل درجات المزامنة العلوية والسفلية ودرجات التنفيذ العلوية والسفلية لكل لاعبة غطس. يتم جمع الدرجات الخمس المتبقية وضربها في 3⁄5 وضربها في درجة الصعوبة لإعطاء درجة الغطس. يتم جمع درجات الغطس الخمس لإعطاء درجة الجولة.

## النتائج النهائية
| م      | اللاعبات                        | البلد            | النهائي  | النهائي  | النهائي  | النهائي  | النهائي  | النهائي |
| م      | اللاعبات                        | البلد            | الغطسة 1 | الغطسة 2 | الغطسة 3 | الغطسة 4 | الغطسة 5 | النقاط  |
| ------ | ------------------------------- | ---------------- | -------- | -------- | -------- | -------- | -------- | ------- |
| الأول  | تشانغ ياني تشن يي وين           | الصين            | 52.80    | 51.00    | 77.40    | 79.98    | 76.50    | 337.68  |
| الثاني | سارة بيكون كاسيدي كوك           | الولايات المتحدة | 49.80    | 51.00    | 71.10    | 72.54    | 70.20    | 314.64  |
| الثالث | ياسمين هاربر سكارليت ميو جينسين | بريطانيا العظمى  | 50.40    | 46.20    | 63.90    | 71.10    | 70.68    | 302.28  |
| 4      | إيلينا بيرتوكي كيارا بيلاكاني   | إيطاليا          | 49.20    | 45.00    | 68.40    | 68.82    | 62.10    | 293.52  |
| 5      | ماديسون كيني أنابيل سميث        | أستراليا         | 47.40    | 48.00    | 73.80    | 74.40    | 48.60    | 292.20  |
| 6      | لينا هينتشيل جيت مولر           | ألمانيا          | 48.60    | 48.00    | 64.80    | 67.89    | 59.40    | 288.69  |
| 7      | فيكتوريا كيسر هانا بيسمينسكا    | أوكرانيا         | 45.60    | 42.00    | 57.60    | 54.87    | 51.30    | 251.37  |
| 8      | نايس جيلي جولييت لاندي          | فرنسا            | 42.00    | 43.80    | 48.72    | 51.24    | 54.27    | 240.03  |